# Oh My My
Oh My My is het vierde studioalbum van de Amerikaanse band OneRepublic. Het album werd op 7 oktober 2016 wereldwijd uitgebracht. Ter promotie van het album werd op 23 juli de single 'Wherever I Go' uitgebracht. Op 15 oktober 2016 volgde 'Kids'. Hierna werden ook nog 'Future Looks Good' en 'A.I.' uitgebracht.
Na de release van het album op 7 oktober is er weinig tot niets meer van de band vernomen. Promoties, optredens en alle andere publiciteit werden stopgezet. Op 27 april werd bekend gemaakt dat leadzanger Ryan Tedder kampte met depressie en tot dit bijna tot een breuk had geleid tussen de bandleden. Hierop maakte OneRepublic bekend dat ze (voorlopig) géén albums meer gaan maken, maar maandelijks of misschien wel wekelijks singles gaan uitbrengen. Een dag later, op 28 april, werd de eerste single 'No Vacancy' uitgebracht.
Wel zal de band op 7 juli starten met de 'Honda Civic Tour' in de Verenigde Staten ter promotie van het album 'Oh My My', gesponsord door Honda. 

## Achtergrondinformatie
Het eerste liedje van het album 'Lets Hurt Tonight' werd uitgebracht op 7 december 2016. Het liedje, geschreven door Ryan Tedder en Noel Zancanella gaat over twee geliefden die uit elkaar gaan en er samen overheen komen. Het lied werd gebruikt bij de film 'The Collateral Beauty'.
Het tweede liedje 'Future Looks Good' gaat over een persoon die wakker wordt in zijn huis, nadat zijn vrouw hem heeft verlaten. Het gaat erover hoe god tegen hem praat en al zijn beslissingen die hij heeft gemaakt, goed of fout. God vertelt hem dat hij in de toekomst is en dat de toekomst in zijn handen ligt. 
De eerste samenwerking op dit album zit in de derde track met 'Oh My My' waar Cassius een bijdrage aan levert. Het idee voor deze beat en bastonen kwam door het luisteren naar Franse en Italiaanse disco en housemuziek uit de jaren 90.
'Kids' is de tweede single van het vierde studioalbum van OneRepublic. Ryan Tedder vertelde in een interview met Billboard dat het liedje gemaakt is in Japan en Mexico Stad.
Het vijfde liedje 'Dream' geeft de boodschap dat jongeren hun leven en spullen op orde moeten krijgen en moeten stoppen met lui zijn. 
In het liedje 'Choke' is een kerkkoor uit Atlanta te horen. Het koor van Raab Steven zong de evangelie. Choke is het eerste liedje dat voor Oh My My geschreven werd. Ze begonnen met schrijven in Austin (Texas), en hadden de hit klaar in Sydney (Australië).
A.I. (wat staat voor artificial intelligence) - vertaald als 'kunstmatige intellegentie' of 'artificiële intelligentie' - gaat over een individu dat worstelt met het proces van verliefd worden. Als alternatief bedenkt hij/zij het idee van een kunstmatige, automatische liefde.
'Better' heeft een hele andere sound dan wat OneRepublic normaal maakt. Het liedje heeft veel beats en vocale effecten, wat doen denken aan de band 'Twenty One Pilots'. Er zit in dit liedje veel bass, elektrische drums, synthesizers en een soort rap. Het liedje kaart een thema aan over angst en het onderzoeken van de moeilijkheid van het hebben van een psychologische aandoening. Het liedje heeft een sterk hoopgevend element. Ryan Tedder zei tijdens een concert dat hij het liedje speciaal heeft geschreven voor mensen die kampen met angst.
'Born' gaat over raciale / religieuze kwesties in Amerika, evenals eventuele mishandelde marginale mensen.
Het tiende liedje 'Fingertips' is geïnspireerd op de stijl van de indieband 'The xx', vooral bekend van het nummer Intro. Romy Madley Croft was co-producer van dit liedje. Romy is zelf zangeres en gitarist van 'The xx'
'Human' is gecentreerd rond het concept van iemand die de verbinding met God verloren heeft en zich alleen tijdens een slechte ervaring tot hem wendt. Als reactie vraagt God hoe het is om een mens te zijn, bijna alsof hij dit niet weet omdat Jezus de zoon en de menselijke belichaming van God is. 
Omdat alle bandleden christen zijn, zei Tedder op Twitter dat hij dacht dat het lied wellicht riskant, zelfs heiligschennend zou zijn. Maar toen Kutzle's vader voorstander was, ging het liedje door. 
'Lift Me Up' werd geschreven in IJsland. Het is geïnspireerd op het horen van een IJslands liedje op de radio, met een hele Scandinavische medley. 
'NbHD' staat voor neighborhood. Het liedje gaat over de vluchtelingencrisis, vanuit het perspectief van een kind. Op Twitter gaf de band aan de titel te hebben afgekort tot 'NbHD' omdat de band het er leuk uit vond zien. 'Shortened and written all weird. We just liked what it looks like. And love what it sounds like'.
'Wherever I Go' is de leidende single van dit album. Het is tevens de eerste uitgebrachte single van het album. Het klinkt niet als iets wat OneRepublic normaal maakt, volgens Tedder. Hij zei dan ook: Het is niet indicatief voor het hele album, maar het is net zoiets als je gaat dineren, je bestelt geen biefstuk als aperitief en biefstuk voor het avondeten, je deelt het op en neemt verschillende dingen, de eerste single is definitief een aperitiefje, ik denk dat het het beste voorgerecht is dat we kunnen verzinnen...'
'All These Things' werd gemaakt in Corinthia (Londen) en Harpa (Reykjavic, IJsland).
'Heaven' werd geschreven en bedacht in Instanbul, maar ook in Parijs.
Volgens Tedder is 'The Less I Know' een grappig, catchy liedje met een besmettelijk melodie. Ryan pleit hier met zijn liefde voor communicatie, om geen spelletjes te spelen en minder mysterieus en verwarrend te zijn.

## Tracklist
{{Tracklist
| headline        = Oh My My
| writing_credits = yes
| title1          = Let's Hurt Tonight
| writer1         = Ryan Tedder, Noel Zancanella
| length1         = 3:15
| title2          = Future Looks Good
| writer2         = Ryan Tedder, Brent Kutzle
| length2         = 3:31
| title3          = Oh My My (met Cassius)
| writer3         = Ryan Tedder, Brent Kutzle, Noel Zancanella
| length3         = 3:39
| title4          = Kids
| writer4         = Ryan Tedder, Brandon Collins, Steve Wilmot, Brent Kutzle
| length4         = 3:58
| title5          = Dream
| writer5         = Ryan Tedder, Brent Kutzle, Noel Zancanella
| length5         = 3:32
| title6          = Choke
| writer6         = Ryan Tedder, Noel Zancanella
| length6         = 3:47
| title7          = A.I. (met Peter Gabriel)
| writer7         = Ryan Tedder, Peter Gabriel, Brent Kutzle, Steve Wilmot
| length7         = 5:10
| title8          = Better
| writer8         = Ryan Tedder, Brent Kutzle, Steve Wilmot, James Dzuris, Joseph Dzuris
| length8         = 3:24
| title9          = Born
| writer9         = Ryan Tedder, Noel Zancanella, Brent Kutzle, Benny Blanco, Ammar Malik
| length9         = 4:26
| title10         = Fingertips
| writer10        = Ryan Tedder, Noel Zancanella, Benny Blanco, Romy Madley Croft
| length10        = 4:16
| title11         = Human
| writer11        = Ryan Tedder, Ryan Tedder, Noel Zancanella, Drew Brown
| length11        = 3:41
| title12         = Lift Me Up
| writer12        = Ryan Tedder, Brent Kutzle
| length12        = 3:46
| title13         = NbHD (met Santigold)
| writer13        = Ryan Tedder, Brent Kutzle, James Dzuris, Drew Brown, [[Santigold[]]
| length13        = 3:44
| title14         = Wherever I Go
| writer14        = Ryan Tedder, Brent Kutzle, Noel Zancanella
| length14        = 2:50
| title15         = All These Things
| writer15        = Ryan Tedder, Noel Zancanella
| length15        = 3:19
| title16         = Heaven
| writer16        = Ryan Tedder, Brent Kutzle
| length16        = 4:19
| title17         = Colors
| writer17        = Ryan Tedder, Brent Kutzle, Noel Zancanella, Eddie Fisher
| length17        = 3:52
| title18         = The Less I Know
| writer18        = Ryan Tedder, Zach Filkins
| length18        = 3:45
| title19         = Better (strijkversie)
| writer19        = Ryan Tedder, Zach Filkins, Joseph Dzuris, James Dzuris, Steve Wilmot, Brent Kutzle
| length19        = 3:24
}}